# Arisaema condaoense
Arisaema condaoense là một loài thực vật có hoa trong họ Ráy (Araceae). Loài này được V.D.Nguyen mô tả khoa học đầu tiên năm 2000.